# Black August Revisited
Black August Revisited – cyfrowy album amerykańskiego rapera Killah Priesta członka Sunz of Man wydany w 2003 roku. W 2008 roku ukazała się reedycja płyty dostępna do kupienia tylko w internecie.

## Lista utworów
| #  | Tytuł                       | Producent     | Gościnnie            |
| -- | --------------------------- | ------------- | -------------------- |
| 1  | "Intro"                     | Kallisto      | Rudy                 |
| 2  | "Big World"                 | Javon         |                      |
| 3  | "Greatest Lesson"           | Jahson        |                      |
| 4  | "The Last Supper"           | Just Blaze    |                      |
| 5  | "Time"                      | G 13          | Dreddy Kruger, Savoy |
| 6  | "Revisited"                 | Francis       |                      |
| 7  | "Movie"                     | Jahson        |                      |
| 8  | "Mind As A Weapon"          | 4th Disciple  | Hell Razah           |
| 9  | "Street Opera"              | 4th Disciple  | Hell Razah           |
| 10 | "Do The Damn Thing (Remix)" | Mr Khaliyl    | Ol’ Dirty Bastard    |
| 11 | "Turn Around"               | Full Moon     |                      |
| 12 | "Vengeance"                 | Jahson        | Ras Kass             |
| 13 | "Militant"                  | John Shapiro  | Kurupt               |
| 14 | "The Rain"                  | Tiny          | Main Flow            |
| 15 | "People"                    | Kallisto      |                      |
| 16 | "Genesis (Bonus Track)"     | Killah Priest |                      |